# Thrixspermum weberi
Thrixspermum weberi är en orkidéart som beskrevs av Oakes Ames. Thrixspermum weberi ingår i släktet Thrixspermum och familjen orkidéer. Inga underarter finns listade i Catalogue of Life.